# Siberisch muskushert
Het Siberisch muskushert (Moschus moschiferus) is een evenhoevig zoogdier uit de familie der muskusherten (Moschidae). De wetenschappelijke naam van de soort werd in 1758 gepubliceerd door Carl Linnaeus.

## Kenmerken
Het Siberisch muskushert heeft een kop-romplengte van 86 à 100 cm en een staartlengte van 4-6 cm. Het dier is 52 à 55 cm hoog en weegt tussen de 11 en 18 kg. Na een draagtijd van 6,5 maand worden er 1 tot 3 jongen geboren. Ze leven ongeveer 10 à 14 jaar.

## Leefgebied
Siberische muskusherten komen hoofdzakelijk voor in bergtaiga. In de Altaj worden ze waargenomen tussen hoogten van 300 en 1.600 meter boven zeeniveau. In Jakoetië en het noordoosten van het verspreidingsgebied worden ze vooral aangetroffen in rododendronbestanden, lichte naaldbossen en espen-wilgenbossen op riviervlakten. In het noordelijke deel van het verspreidingsgebied foerageren ze voornamelijk op korstmossen.

## Ondersoorten
Wilson & Mittermeier (2011) onderscheiden drie ondersoorten:
- Moschus moschiferus moschiferus – Komt voor vanaf de Altaj, noordwaarts tot aan de Jenisej ter hoogte van 69° noorderbreedte. Vervolgens daalt het verspreidingsgebied geleidelijk af in oostelijke richting tot aan de middenloop van de Lena, de oostelijke en zuidelijke hellingen van het Verchojanskgebergte en het Stanovojgebergte, maar bereikt niet de Zee van Ochotsk. Komt daarnaast ook voor in het noorden van Kazachstan, Mongolië en het noorden van China in het noordoosten van de provincie Binnen-Mongolië en het noordwesten van de provincie Heilongjiang.[3]
- Moschus moschiferus parvipes (Hollister, 1911) – Komt voor in het Russische Verre Oosten, het Koreaans Schiereiland en het noordoosten van China in de provincies Jilin, Liaoning, Hebei en Shanxi.[3]
- Moschus moschiferus sachalinensis (Flerov, 1929) – Komt voor op Sachalin.[3]

## Status en bedreigingen
De soort staat op de Rode Lijst van de IUCN ingeschaald als kwetsbaar. Eind jaren '90 van de vorige eeuw werd het aantal muskusherten in het westen van het verspreidingsgebied geschat op 70.000 exemplaren. De soort liet er een afname zien van 50 à 75% ten opzichte van 1989. In 1999 werd het aantal individuen van de ondersoort sachalinensis geschat op slechts 600 à 650 en was afnemend in aantal. In dezelfde periode werd het aantal individuen in Oost-Siberië geschat op 27.000 à 30.000 individuen en het aantal in het Russische Verre Oosten op 150.000. Ze zijn minder ernstig bedreigd dan de Chinese populatie, maar ondanks dat zijn strikte beschermingsmaatregelen nodig om de soort te beschermen.
In de noordelijke delen van het verspreidingsgebied behoren de wolf (Canis lupus), veelvraat (Gulo gulo), Euraziatische lynx (Lynx lynx), poolvos (Vulpes lagopus) en vos (Vulpes vulpes) tot de belangrijkste natuurlijke vijanden.
Moschus anhuiensis · Oost-Chinees muskushert (M. berezovskii) · Himalayamuskushert (M. chrysogaster) · Kashmirmuskushert (M. cupreus) · Zwart muskushert (M. fuscus) · Witbuikmuskushert (M. leucogaster) · Siberisch muskushert (M. moschiferus)